# Fate/Grand Order: zettai majū sensen Babylonia
Fate/Grand Order: zettai majū sensen Babylonia (Fate/Grand Order -絶対魔獣戦線バビロニア-?, Feito/gurando ōdā -zettai majū sensen Babironia-, lett. "Fate/Grand Order: il fronte demoniaco assoluto, Babilonia") è una serie televisiva anime di 21 episodi del 2019 prodotta dallo studio CloverWorks e diretta da Toshifumi Akai. Facente parte del franchise Fate di Type-Moon, adatta le vicende del settimo capitolo omonimo della prima parte del videogioco Fate/Grand Order.